# Lanaudière

Lanaudières läge i Québec.

Lanaudière är en administrativ region i Québec i Kanada. Regionen, som ligger strax norr om Montréal, hade 429 053 invånare vid folkräkningen 2006 och omfattar 12 413,73 km². Den har fått sitt namn från godset Lanaudière, som upprättades i en del av området av franska kolonisatörer.

## Geografi
Lanaudière ligger i mellersta Québec, mellan Saint Lawrencefloden och Laurentiska bergen. Regionen omges av Laurentides i väster och Mauricie i öster samt Laval, Montréal och Montérégie söder om Rivière des Mille Îles, Rivière des Prairies och Saint Lawrencefloden. Höjden över havet ökar i nordlig riktning; landet ligger 20 m ö.h. vid Saint Lawrencefloden men stiger till 800 m ö.h. vid bergstopparna nära Saint-Donat och Saint-Zénon.
Regionen är huvudsakligen lantlig, men har en del betydande städer i söder, såsom Repentigny, Terrebonne och Mascouche, som fungerar som förorter till Montreal. Den södra delen består i övrigt av slättland och byar. Den mellersta delen har blivit ett turistresmål för sina många sjöar, och i skogarna i norr finns fiske och fotvandring.

## Administrativ indelning
Lanaudière är indelat i sex sekundärkommuner (municipalités régionales de comté) och ett indianreservat, Manawan, som står utanför sekundärkommunindelningen men räknas till Matawinie i vissa sammanhang.

### Municipalités régionales de comté
- D'Autray (centralort Berthierville)
- Joliette (centralort Joliette)
- L'Assomption (centralort L'Assomption)
- Les Moulins (centralort Terrebonne)
- Matawinie (centralort Rawdon)
- Montcalm (centralort Sainte-Julienne)